# 亀渕昭信のお宝POPS
亀渕昭信のお宝POPS（かめぶちあきのぶのおたからポップス）は、火曜会製作で、全国の地方AMラジオ局で放送する音楽番組である。パーソナリティはラジオDJ・音楽評論家の亀渕昭信が務める。2014年1月に放送を開始した。

## 概要
亀渕は洋楽のレコードやCDを数多く保有している。これらのレコードは「いつか役に立つだろう」と、あえて中古レコード店へ売り飛ばしたり、図書館など公共団体へ寄贈することもなく、自らが愛着を持つほどの愛蔵版ばかりである。
そこで、亀渕が自ら保有するレコードのライブラリーから、これまであまりラジオの放送で取り上げたことのない楽曲を取り上げ、放送で紹介しつつ、リスナーからその歌手や音源についての思い出をメールなどで寄せてもらい、番組スタッフによる「お宝審議委員会」の審査により、最も感銘を覚えたリスナーにそのレコードを贈呈する。
放送は火曜会加盟37局中31局にネットされている。30分バージョンと15分バージョンの2種類があり、30分版にはCM（一部放送局ではフィラー）が挿入されている。
放送する楽曲は基本的に洋楽のみだが、2014年1月第4週の放送では大瀧詠一が死去したことを受けて、急きょ大瀧の楽曲「君は天然色」を堂島孝平がカバーした音源を放送した。

## 放送局
2021年10月現在。放送時間の早い順から記載。

### 30分版
| 放送対象地域   | 放送局名                      | 放送時間               | 脚注  |
| -------------- | ----------------------------- | ---------------------- | ----- |
| 岐阜県         | ぎふチャン                    | 毎週日曜 15:30 - 16:00 |       |
| 新潟県         | 新潟放送（BSN）               | 毎週土曜 5:30 - 6:00   |       |
| 徳島県         | 四国放送（JRT）               | 毎週土曜 9:25 - 9:55   |       |
| 愛媛県         | 南海放送（RNB）               | 毎週金曜 23:30 - 24:00 |       |
| 宮城県         | 東北放送（tbc）               | 毎週日曜 19:00 - 19:30 |       |
| 福井県         | 福井放送（FBC）               | 毎週日曜 5:00 - 5:30   |       |
| 石川県         | 北陸放送（MRO）               | 毎週日曜 5:30 - 6:00   |       |
| 鳥取県・島根県 | 山陰放送（BSS）               | 毎週日曜 7:00 - 7:30   |       |
| 長崎県・佐賀県 | 長崎放送（NBC） NBCラジオ佐賀 | 毎週日曜 17:00 - 17:30 |       |
| 香川県         | 西日本放送（RNC）             | 毎週日曜 22:00 - 22:30 |       |
| 山口県         | 山口放送（KRY）               | 毎週日曜 17:30 - 18:00 |       |
| 山形県         | 山形放送（YBC）               | 毎週日曜 20:00 - 20:30 |       |
| 福島県         | ラジオ福島（rfc）             | 毎週日曜 20:30 - 21:00 |       |
| 沖縄県         | 琉球放送（RBC）               | 毎週日曜 20:30 - 21:00 |       |
| 秋田県         | 秋田放送（ABS）               | 毎週日曜 21:00 - 21:30 |       |
| 山梨県         | 山梨放送（YBS）               | 毎週土曜 17:00 - 17:30 |       |
| 中京広域圏     | CBCラジオ                     | 毎週土曜 27:15 - 27:30 | [ 3 ] |
| 栃木県         | 栃木放送（CRT）               | 毎週日曜 22:30 - 23:00 |       |
| 茨城県         | LuckyFM茨城放送               | 毎週日曜 23:30 - 23:30 |       |
| 岩手県         | IBC岩手放送                   | 毎週日曜 18:30 - 19:00 |       |
| 鹿児島県       | 南日本放送（MBC）             | 毎週土曜 19:30 - 20:00 |       |
| 京都府・滋賀県 | KBS京都 KBS滋賀               | 毎週火曜 21:30 - 22:00 |       |

### 15分版
| 放送対象地域 | 放送局名        | 放送時間               | 脚注 |
| ------------ | --------------- | ---------------------- | ---- |
| 高知県       | 高知放送（RKC） | 毎週土曜 7:25 - 7:40   |      |
| 広島県       | 中国放送（RCC） | 毎週日曜 5:00 - 5:15   |      |
| 福岡県       | RKBラジオ       | 毎週日曜 5:15 - 5:30   |      |
| 静岡県       | 静岡放送（SBS） | 毎週日曜 5:35 - 5:50   |      |
| 大分県       | 大分放送（OBS） | 毎週日曜 7:00 - 7:15   |      |
| 熊本県       | 熊本放送（RKK） | 毎週日曜 7:15 - 7:30   |      |
| 宮崎県       | 宮崎放送（mrt） | 毎週日曜 17:15 - 17:30 |      |
| 青森県       | 青森放送（RAB） | 毎週日曜 17:30 - 17:45 |      |
| 長野県       | 信越放送（SBC） | 毎週月曜 19:15 - 20:00 |      |

## 番組の主なコーナー
- 今週のおすそ分け
  - 亀渕いわく、「この番組のメインコーナー」。亀渕が終活の一環として、これまで持っていたアナログのレコードを毎週1枚ずつ取り上げ、そのレコードを欲しがっているリスナーに、番組へのリクエスト・感想文とともに「なぜこれが欲しいのか？」という熱い思いを書いてもらう。当選者は抽選ではなく、番組内の「審査委員会」による合議制で決定するという。
- VIVA! 音楽業界の仕掛け人
  - ヒット曲を支える作詞・作曲家やプロデューサーなどの裏方にスポットを当てて、その楽曲の製作裏話を亀渕のトークやゲストへのインタビューを通して探る。

| 回     | ゲスト                   |
| ------ | ------------------------ |
| 15・16 | 亀田誠治                 |
| 73・74 | ピーター・バラカン       |
| 82     | 萩原克治（東洋化成社長） |

- にっぽん全国レコード店めぐり
  - 音楽をインターネット配信から購入する人が増えつつある中、あえてレコードやCDを販売する店舗にスポットを当て、その店舗の関係者に亀渕が電話を掛けてそのこだわりを聞く。各放送局の持ち回りになっている。
- にっぽん全国洋楽番組めぐり
  - 洋楽番組を専門に取り上げている火曜会加盟放送局の全国のラジオ番組を紹介し、その番組を担当しているパーソナリティー・ディレクターを電話でつないで、その番組の魅力を紹介してもらう。